# Tweede Kamerverkiezingen in het kiesdistrict Schiedam (1888-1918)

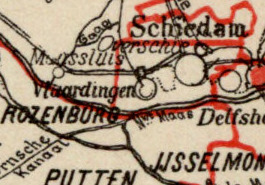
Kiesdistrict Schiedam (1888)

Tweede Kamerverkiezingen in het kiesdistrict Schiedam (1888-1918) geeft een overzicht van verkiezingen voor de Nederlandse Tweede Kamer in het kiesdistrict Schiedam in de periode 1888-1918.
Het kiesdistrict Schiedam was eerder ingesteld geweest in de periode 1848-1850. Het kiesdistrict werd opnieuw ingesteld na de grondwetsherziening van 1887. Tot het kiesdistrict behoorden vanaf dat moment de volgende gemeenten: Kethel en Spaland, Overschie, Schiebroek, Schiedam, Vlaardingen en Vlaardinger-Ambacht.
Het kiesdistrict Schiedam vaardigde in deze periode per zittingsperiode één lid af naar de Tweede Kamer. 
Legenda
- cursief: in de eerste verkiezingsronde geëindigd op de eerste of tweede plaats, en geplaatst voor de tweede ronde;
- vet: gekozen als lid van de Tweede Kamer.

## 6 maart 1888
De verkiezingen werden gehouden na vervroegde ontbinding van de Tweede Kamer.
|                  | 6 maart | 20 maart |
| ---------------- | ------- | -------- |
| Kiesgerechtigden | 2.671   | 2.671    |
| Opkomst          | 2.446   | 2.474    |
| Geldige stemmen  | 2.432   | 2.431    |
| Blanco stemmen   | 11      | 39       |
| Kandidaten       |         |          |
| J.G. Patijn      | 1.099   | 1.328    |
| L.W. Jansen      | 699     | 1.103    |
| J.C. Fabius      | 625     |          |

## 20 november 1888
Jacob Patijn, gekozen bij de verkiezingen van 20 maart 1888, trad op 21 oktober 1888 af vanwege zijn benoeming als advocaat-generaal bij de Hoge Raad der Nederlanden. Om in de ontstane vacature te voorzien werd een tussentijdse verkiezing gehouden.
|                                 | 20 november |
| ------------------------------- | ----------- |
| Kiesgerechtigden                | 2.671       |
| Opkomst                         | 2.413       |
| Geldige stemmen                 | 2.398       |
| Blanco stemmen                  | 14          |
| Kandidaten                      |             |
| A.P.R.C. van Borch van Verwolde | 1.265       |
| W. Six                          | 1.129       |

## 9 juni 1891
De verkiezingen werden gehouden na ontbinding van de Tweede Kamer.
|                                 | 9 juni | 23 juni |
| ------------------------------- | ------ | ------- |
| Kiesgerechtigden                | 2.783  | 2.783   |
| Opkomst                         | 2.320  | 2.499   |
| Geldige stemmen                 | 2.282  | 2.460   |
| Blanco stemmen                  | 33     | 33      |
| Kandidaten                      |        |         |
| A.P.R.C. van Borch van Verwolde | 775    | 1.314   |
| J.G. Gleichman                  | 1.003  | 1.146   |
| P.N. Engelberts                 | 475    |         |

## 10 april 1894
De verkiezingen werden gehouden na vervroegde ontbinding van de Tweede Kamer.
|                                 | 10 april | 24 april |
| ------------------------------- | -------- | -------- |
| Kiesgerechtigden                | 2.608    | 2.608    |
| Opkomst                         | 2.085    | 2.250    |
| Geldige stemmen                 | 2.047    | 2.217    |
| Blanco stemmen                  | 31       | 29       |
| Kandidaten                      |          |          |
| O.J.H. van Limburg Stirum       | 919      | 1.175    |
| S.A. Maas                       | 781      | 1.042    |
| A.P.R.C. van Borch van Verwolde | 322      |          |

## 15 juni 1897
De verkiezingen werden gehouden na ontbinding van de Tweede Kamer.
|                           | 15 juni |
| ------------------------- | ------- |
| Kiesgerechtigden          | 6.224   |
| Opkomst                   | 5.313   |
| Geldige stemmen           | 5.247   |
| Blanco stemmen            | 66      |
| Kandidaten                |         |
| O.J.H. van Limburg Stirum | 3.050   |
| J.P.R. Tak van Poortvliet | 1.395   |
| A.W.F. Idenburg           | 802     |

## 14 juni 1901
De verkiezingen werden gehouden na ontbinding van de Tweede Kamer.
|                           | 14 juni | 27 juni |
| ------------------------- | ------- | ------- |
| Kiesgerechtigden          | 5.775   | 5.775   |
| Opkomst                   | 4.545   | 4.396   |
| Geldige stemmen           | 4.432   | 4.358   |
| Blanco stemmen            | 113     | 38      |
| Kandidaten                |         |         |
| O.J.H. van Limburg Stirum | 1.290   | 2.215   |
| A.W.F. Idenburg           | 2.088   | 2.142   |
| W.P.G. Helsdingen         | 518     |         |
| C.T. van Deventer         | 417     |         |
| S. van Houten             | 119     |         |

## 16 juni 1905
De verkiezingen werden gehouden na ontbinding van de Tweede Kamer.
|                           | 16 juni |
| ------------------------- | ------- |
| Kiesgerechtigden          | 7.696   |
| Opkomst                   | 6.585   |
| Geldige stemmen           | 6.512   |
| Blanco stemmen            | 73      |
| Kandidaten                |         |
| O.J.H. van Limburg Stirum | 3.953   |
| M.C.M. de Groot           | 1.642   |
| J. van Leeuwen            | 917     |

## 9 oktober 1907
Otto van Limburg Stirum, gekozen bij de verkiezingen van 16 juni 1905, trad op 27 augustus 1907 af. Om in de ontstane vacature te voorzien werd een tussentijdse verkiezing gehouden.
|                  | 9 oktober | 22 oktober |
| ---------------- | --------- | ---------- |
| Kiesgerechtigden | 8.083     | 8.083      |
| Opkomst          | 6.216     | 6.916      |
| Geldige stemmen  | 6.142     | 6.875      |
| Blanco stemmen   | 74        | 38         |
| Kandidaten       |           |            |
| D.J. de Geer     | 2.914     | 3.667      |
| H.J. Versteeg    | 1.820     | 3.211      |
| J. van Leeuwen   | 844       |            |
| A.W.F. Idenburg  | 421       |            |
| A.P. Staalman    | 143       |            |

## 11 juni 1909
De verkiezingen werden gehouden na ontbinding van de Tweede Kamer.
|                  | 11 juni |
| ---------------- | ------- |
| Kiesgerechtigden | 8.439   |
| Opkomst          | 6.532   |
| Geldige stemmen  | 6.421   |
| Blanco stemmen   | 111     |
| Kandidaten       |         |
| D.J. de Geer     | 4.134   |
| G. Nijpels       | 1.149   |
| J. van Leeuwen   | 1.138   |

## 17 juni 1913
De verkiezingen werden gehouden na ontbinding van de Tweede Kamer.
|                  | 17 juni |
| ---------------- | ------- |
| Kiesgerechtigden | 9.215   |
| Opkomst          | 7.917   |
| Geldige stemmen  | 7.831   |
| Blanco stemmen   | 86      |
| Kandidaten       |         |
| D.J. de Geer     | 4.017   |
| J.H. Gunning     | 2.678   |
| P. de Bruin      | 1.136   |

## 15 juni 1917
De verkiezingen werden gehouden na ontbinding van de Tweede Kamer.
|                  | 15 juni |
| ---------------- | ------- |
| Kiesgerechtigden | 10.922  |
| Opkomst          | 5.583   |
| Geldige stemmen  | 5.491   |
| Blanco stemmen   | 92      |
| Kandidaten       |         |
| D.J. de Geer     | 4.798   |
| L.L.H. de Visser | 693     |

## Opheffing
De verkiezing van 1917 was de laatste verkiezing voor het kiesdistrict Schiedam. In 1918 werd voor verkiezingen voor de Tweede Kamer overgegaan op een systeem van evenredige vertegenwoordiging met kandidatenlijsten van politieke partijen.